# میلینهاگن-اوبلیتس
میلینهاگن-اوبلیتس (به آلمانی: Millienhagen-Oebelitz) یک شهر در آلمان است که در فرپومرن-روگن واقع شده‌است. میلینهاگن-اوبلیتس ۳۸۲ نفر جمعیت دارد.